# سانتياغو غارسيا (مبارز بالسيف)
سانتياغو غارسيا (بالإسبانية: Santiago García)‏ هو مبارز بالسيف إسباني، (و. 1899  م).

## وصلات خارجية
- سانتياغو غارسيا على موقع أوليمبيديا (الإنجليزية)